# Saison 2019 de l'équipe cycliste Wallonie Bruxelles
La saison 2019 de l'équipe cycliste Wallonie Bruxelles est la neuvième de cette équipe.

## Préparation de la saison 2019

### Sponsors et financement de l'équipe
L'entreprise Veranclassic, sponsor titre de l'équipe en 2017 et 2018, n'a pas prolongé son partenariat. L'équipe reprend le nom de Wallonie Bruxelles et recherche un nouveau sponsor,.
L'équipe continentale nommée AGO-AquaService en 2018 devient en 2019 la réserve de l'équipe professionnelle Wallonie Bruxelles sous le nom Wallonie Bruxelles Development Team. Les deux équipes mettent en commun leurs directeurs sportifs, mécaniciens et soigneurs et utilisent le même matériel.
Les coureurs des équipes Wallonie Bruxelles portent en 2019 un maillot jaune, arborant les logos de l'Adeps et de la Fédération Wallonie-Bruxelles.

### Arrivées et départs
Dix coureurs présents dans l'effectif de WB-Aqua Protect-Veranclassic en 2018 n'y figurent plus en 2019. Le Luxembourgeois Alex Kirsch est recruté par l'équipe World Tour Trek-Segafredo.Maxime Vantomme et Thomas Deruette ne sont pas conservés et rejoignent respectivement Tarteletto-Isorex et Differdange-GeBa.
Christophe Masson rejoint l'équipe française Natura4Ever-Roubaix Lille Métropole à la fois comme coureur et sponsor. Non conservé par l'équipe Sébastien Delfosse arrête sa carrière faute de trouver un nouvel employeur. Julien Stassen et Antoine Warnier mettent également fin à leur carrière,. Grégory Habeaux avait pris la même décision en avril 2018 pour des raisons médicales. Enfin, l'équipe a été endeuillée en fin de saison par la mort de Jimmy Duquennoy.
Sept coureurs sont recrutés durant l'intersaison. Baptiste Planckaert revient chez Wallonie Bruxelles après avoir couru deux ans dans le World Tour pour Katusha-Alpecin. Trois recrues sont issues de l'équipe formatrice AGO-AquaService et ont été stagiaire dans l'équipe en fin de saison 2018 : Kenny Molly, Lionel Taminiaux et Tom Wirtgen,. Les trois autres coureurs engagés sont le sprinteur estonien Aksel Nõmmela, provenant de l'équipe continentale néerlandaise BEAT Cycling Club, le Letton Emils Liepins (ONE Pro Cycling) et le Néerlandais Mathijs Paasschens, résidant en Belgique depuis son enfance et membre de l'équipe amateur Home Solution-Soenens en 2018.
| Arrivées            | Équipe 2018           |
| ------------------- | --------------------- |
| Emils Liepins       | ONE Pro Cycling       |
| Kenny Molly         | AGO-Aqua Service      |
| Aksel Nõmmela       | BEAT Cycling Club     |
| Mathijs Paasschens  | Home Solutions-Anmapa |
| Baptiste Planckaert | Katusha-Alpecin       |
| Lionel Taminiaux    | AGO-Aqua Service      |
| Tom Wirtgen         | AGO-Aqua Service      |

| Départs            | Équipe 2019                         |
| ------------------ | ----------------------------------- |
| Ludwig De Winter   | Wanty-Gobert                        |
| Sébastien Delfosse | retraite                            |
| Thomas Deruette    | Differdange-Geba                    |
| Jimmy Duquennoy    |                                     |
| Grégory Habeaux    | retraite                            |
| Alex Kirsch        | Trek-Segafredo                      |
| Christophe Masson  | Natura4Ever-Roubaix Lille Métropole |
| Julien Stassen     | retraite                            |
| Maxime Vantomme    | Tarteletto-Isorex                   |
| Antoine Warnier    | retraite                            |

## Coureurs et encadrement technique

### Effectif
L'effectif de l'équipe Wallonie Bruxelles pour la saison 2019 comprend seize coureurs.
| Cycliste            | Date de naissance | Nationalité | Équipe 2018                  |  |
| ------------------- | ----------------- | ----------- | ---------------------------- |  |
| Kenny Dehaes        | 10 novembre 1984  | Belgique    | WB-Veranclassic-Aqua Protect |  |
| Kevyn Ista          | 22 novembre 1984  | Belgique    | WB-Veranclassic-Aqua Protect |  |
| Justin Jules        | 20 septembre 1986 | France      | WB-Veranclassic-Aqua Protect |  |
| Emils Liepins       | 29 octobre 1992   | Lettonie    | ONE Pro Cycling              |  |
| Eliot Lietaer       | 15 août 1990      | Belgique    | WB-Veranclassic-Aqua Protect |  |
| Kenny Molly         | 24 décembre 1996  | Belgique    | AGO-Aqua Service             |  |
| Julien Mortier      | 20 juillet 1997   | Belgique    | WB-Veranclassic-Aqua Protect |  |
| Aksel Nõmmela       | 22 octobre 1994   | Estonie     | BEAT Cycling Club            |  |
| Mathijs Paasschens  | 18 mars 1996      | Pays-Bas    | Home Solutions-Anmapa        |  |
| Dimitri Peyskens    | 26 novembre 1991  | Belgique    | WB-Veranclassic-Aqua Protect |  |
| Baptiste Planckaert | 28 septembre 1988 | Belgique    | Katusha-Alpecin              |  |
| Ludovic Robeet      | 22 mai 1994       | Belgique    | WB-Veranclassic-Aqua Protect |  |
| Franklin Six        | 29 décembre 1996  | Belgique    | WB-Veranclassic-Aqua Protect |  |
| Lukas Spengler      | 16 septembre 1994 | Suisse      | WB-Veranclassic-Aqua Protect |  |
| Lionel Taminiaux    | 21 mai 1996       | Belgique    | AGO-Aqua Service             |  |
| Tom Wirtgen         | 4 mars 1996       | Luxembourg  | AGO-Aqua Service             |  |

## Bilan de la saison

### Victoires
| Date    | Course                                                   | Pays      | Classe | Vainqueur           |
| ------- | -------------------------------------------------------- | --------- | ------ | ------------------- |
| 27 mars | 1reA étape de la Semaine internationale Coppi et Bartali | Italie    | 2.1    | Emīls Liepiņš       |
| 30 mars | 4e étape de la Semaine internationale Coppi et Bartali   | Italie    | 2.1    | Ludovic Robeet      |
| 7 avr.  | Roue tourangelle                                         | France    | 1.1    | Lionel Taminiaux    |
| 17 mai  | 1re étape du Tour d'Aragon                               | Espagne   | 2.1    | Justin Jules        |
| 2 juin  | Tour de Cologne                                          | Allemagne | 1.1    | Baptiste Planckaert |
| 3 août  | 2e étape du Kreiz Breizh Elites                          | France    | 2.2    | Mathijs Paasschens  |
| 3 août  | Classement général du Kreiz Breizh Elites                | France    | 2.2    | Mathijs Paasschens  |

### Résultats sur les courses majeures
Les tableaux suivants représentent les résultats de l'équipe dans les principales courses du calendrier international dans lesquelles l'équipe bénéficie d'une invitation (les cinq classiques majeures et les trois grands tours). Pour chaque épreuve est indiqué le meilleur coureur de l'équipe, son classement ainsi que les accessits glanés par Wallonie Bruxelles sur les courses de trois semaines.

#### Classiques
| Classique            | Milan-San Remo | Tour des Flandres | Paris-Roubaix | Liège-Bastogne-Liège | Tour de Lombardie |
| -------------------- | -------------- | ----------------- | ------------- | -------------------- | ----------------- |
| Coureur (classement) |                |                   |               |                      |                   |

#### Grands tours
| Grand tour           | Tour d'Italie | Tour de France | Tour d'Espagne |
| -------------------- | ------------- | -------------- | -------------- |
| Coureur (classement) |               |                |                |
| Accessits            | -             | -              | -              |